# Палмарис
Палмарис (порт. Palmares) — муниципалитет в Бразилии, входит в штат Пернамбуку. Составная часть мезорегиона Мата-Пернамбукана. Входит в экономико-статистический микрорегион Мата-Меридиунал-Пернамбукана. Население составляет 60 800 человек на 2004 год. Занимает площадь 376,29 км². Плотность населения — 161,56 чел./км².
Праздник города — 9 июня.

## История
Город основан 9 июня 1879 года.